# Residência à Rua Maranhão
A Residência à Rua Maranhão nº 341 ou também chamado de Palacete de Franz Müller, é uma construção eclética construída para Franz Müller e que posteriormente pertenceu à família Nickelsburg, Foi construída em 1895 sobre um platô no bairro de Higienópolis, na cidade de São Paulo.
Em 1969, o edifício foi adquirido e restaurado pela instituição Tradição, Família e Propriedade. Também foram introduzidas uma nova varanda e realizadas algumas pequenas adaptações em decorrência da diminuição do lote que a principio se estendia até a rua Piauí. Na parte interna, a planta foi mantida com algumas intervenções como o fechamento de portas e substituição de alguns pisos.

## Tombamento
A Residência à Rua Maranhão nº 341 teve seu tombamento realizado pelo Conselho de Defesa do Patrimônio Histórico (condephaat) por meio da Resolução 45, de 05/06/2003, e pelo Conselho Municipal de Preservação do Patrimônio Histórico (CONPRESP) por meio da Resolução 12/94-T.